# Сан Ђакомо Филипо
Сан Ђакомо Филипо (итал. San Giacomo Filippo) је насеље у Италији у округу Сондрио, региону Ломбардија.
Према процени из 2011. у насељу је живело 211 становника. Насеље се налази на надморској висини од 537 м.

## Становништво
Према резултатима пописа становништва 2011. у општини је живело 395 становника.
| 1931. | 1936. | 1951. | 1961. | 1971. | 1981. | 1991. | 2001. | 2011. |
| ----- | ----- | ----- | ----- | ----- | ----- | ----- | ----- | ----- |
| 1.244 | 1.270 | 1.206 | 1.069 | 865   | 674   | 576   | 472   | 395   |